# О Юн-сун
О Юн-сун (родена на 5 март 1966 г. в Намуон) е корейска алпинистка и катерач. Тя е първата корейка в историята, спечелила наградата „Седемте върха“. Тя е и първата жена, от която първоначално се очаква да изкачи всичките 14 осемхилядника.
Основните конкуренти на О са испанката Едурне Пасабан, австрийката Герлинде Калтенбрунер (и двете са изкачили 14 осемхилядника) и италианката Нивес Мерой, която е изкачила Анапурна, нейния четиринадесети осемхилядник, едва през 2017 г.
В средата на декември 2010 г. приключва разследването на предполагаемото изкачване на корейката до Канчендзьонга. Това изкачване е оспорено от Елизабет Хоули – американка, считана за авторитет в областта на хималайския алпинизъм. Корейката е лишена от титлата на първата жена, завладяла „Хималайската корона“.
След този случай испанската алпинистка Едурне Пасабан вече е смятана за първата жена, изкачила всичките 14 най-високи планини в света.

## Кариера
- 1997 – Гашербрум II (17 юли)
- 2004 – Джомолунгма (20 май)
- 2006 – Шиша Пангма (13 октомври)
- 2007 – Чо Ою (8 май)
- 2007 – Чогори (20 юли)
- 2008 – Макалу (13 май)
- 2008 – Лхотце (26 май)
- 2008 – Броуд Пик (31 юли)
- 2008 – Манаслу (12 октомври, завършване на 4 срещи на върха за 152 дни)
- 2009 – Кангчендзьонга (6 май) (оспорено)[4]
- 2009 – Дхаулагири (21 май)
- 2009 – Нанга Парбат (10 юли)
- 2009 – Гашербрум I (3 август)
- 2010 – Анапурна (27 април)

## Седем върха
- 2002 Елбрус
- 2003 Маккинли
- 2004 Аконкагуа
- 2004 Килиманджаро
- 2004 Масивът Винсън
- 2004 Костюшко